# Acueducto de Eifel

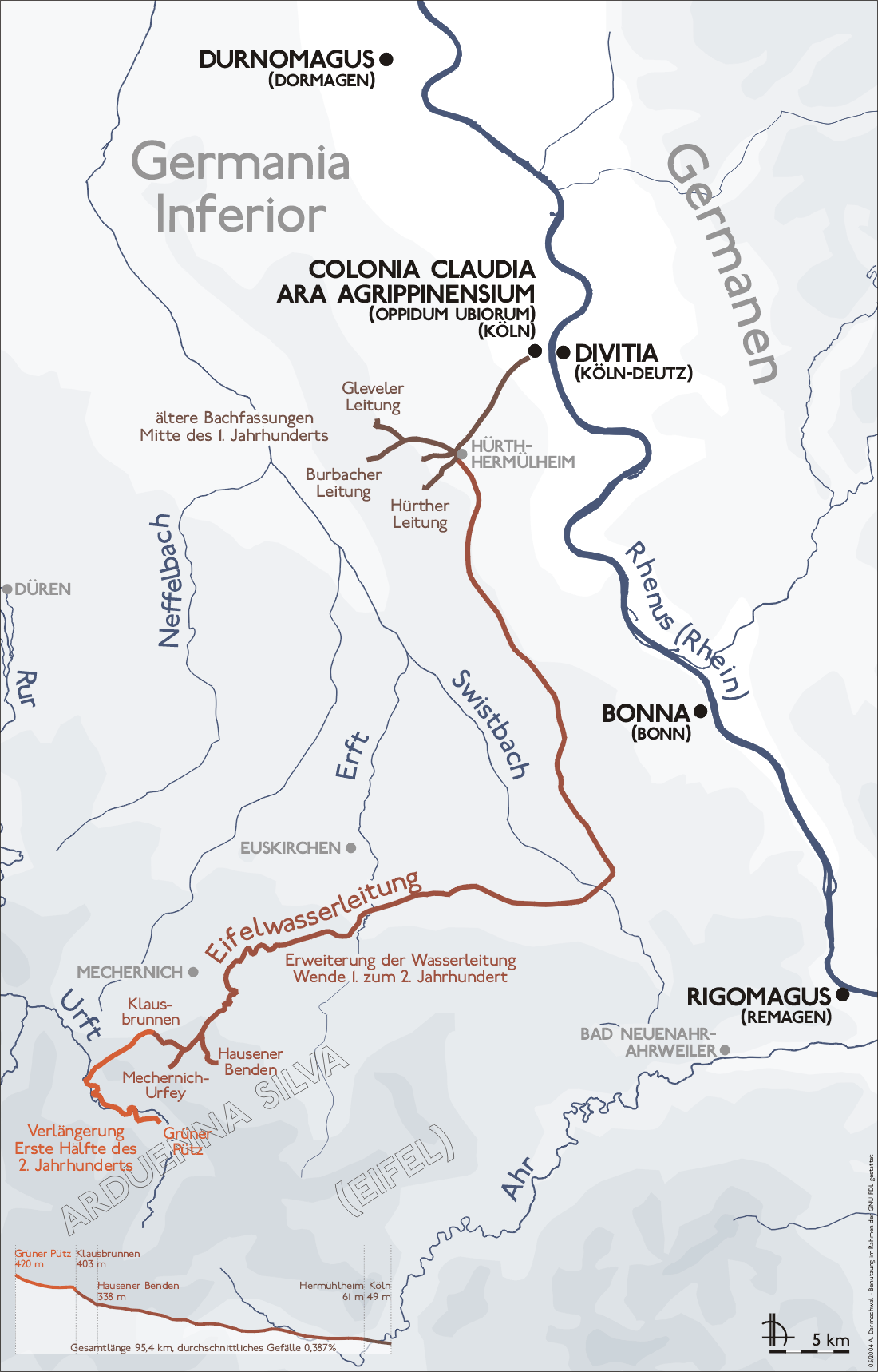
Recorrido del acueducto de Eifel, con su pendiente media.

El acueducto de Eifel fue uno de los acueductos más largos del Imperio romano, que demuestra la gran pericia de los ingenieros de la época, cuyos logros técnicos se perdieron en gran parte de Europa en la Edad Media.
Construido en el año 80, el acueducto transportaba agua unos 95 km desde la accidentada región de Eifel, a la cual debe su nombre, en lo que hoy es Alemania, hasta la antigua ciudad de Colonia Claudia Ara Agrippinensium (actual Colonia). Si se incluyen los ramales auxiliares para los manantiales adicionales, su longitud era de 130 km. La construcción era casi completamente subterránea, y el agua discurría por gravedad. Fue necesario hacer unos cuantos puentes, incluyendo uno de 1400 m de longitud, para atravesar los valles. A diferencia de otros acueductos romanos famosos, el de Eifel fue expresamente diseñado para minimizar su trazado en superficie, protegiéndolo así de daños y congelaciones.

## Historia

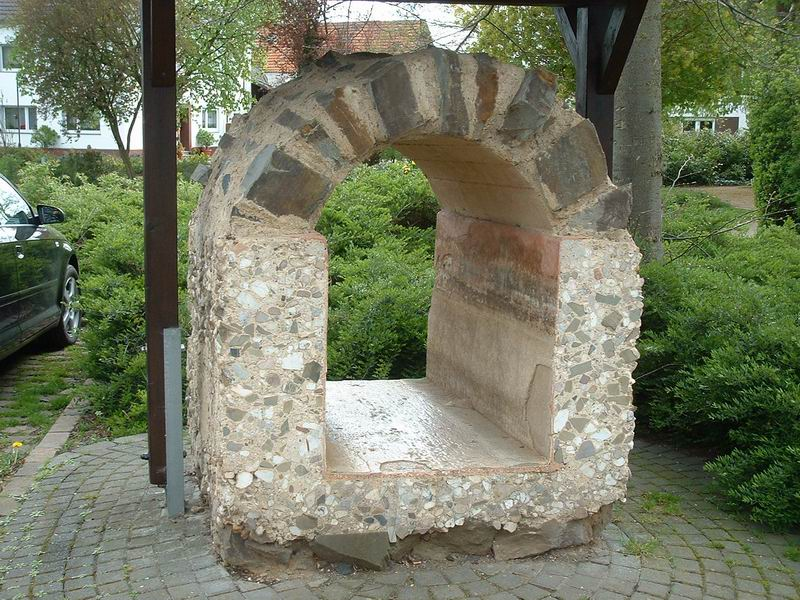
En Buschhoven, cerca de Bonn, se conserva una pequeña sección del acueducto.

Antes de la construcción del acueducto de Eifel, Colonia obtenía el agua del acueducto de Vorgebirge, que tenía su fuente en los manantiales y arroyos de la región de Ville, al oeste de la ciudad. A medida que esta crecía, el acueducto resultó incapaz de suministrar el agua de calidad en cantidad suficiente: los manantiales contenían una pequeña cantidad de cieno en verano, y a veces incluso se secaban. Se construyó un nuevo acueducto para llevar agua desde las fuentes de Eifel a la ciudad.
El acueducto de Eifel fue construido en la parte norte de la región. La construcción es de hormigón con piedras formando una cubierta en arco. Tenía una capacidad máxima de aproximadamente 20 000 m³ de agua potable diarios. El acueducto proporcionaba agua para las fuentes, las termas y las casas privadas de Colonia Claudia Ara Agrippinensium. Estuvo en uso hasta aproximadamente el año 260, cuando la ciudad fue saqueada por primera vez por las tribus germánicas. Después de esta fecha nunca volvió a funcionar, obteniendo la ciudad su agua del viejo acueducto Vorgebirge.

### El acueducto como cantera de piedra

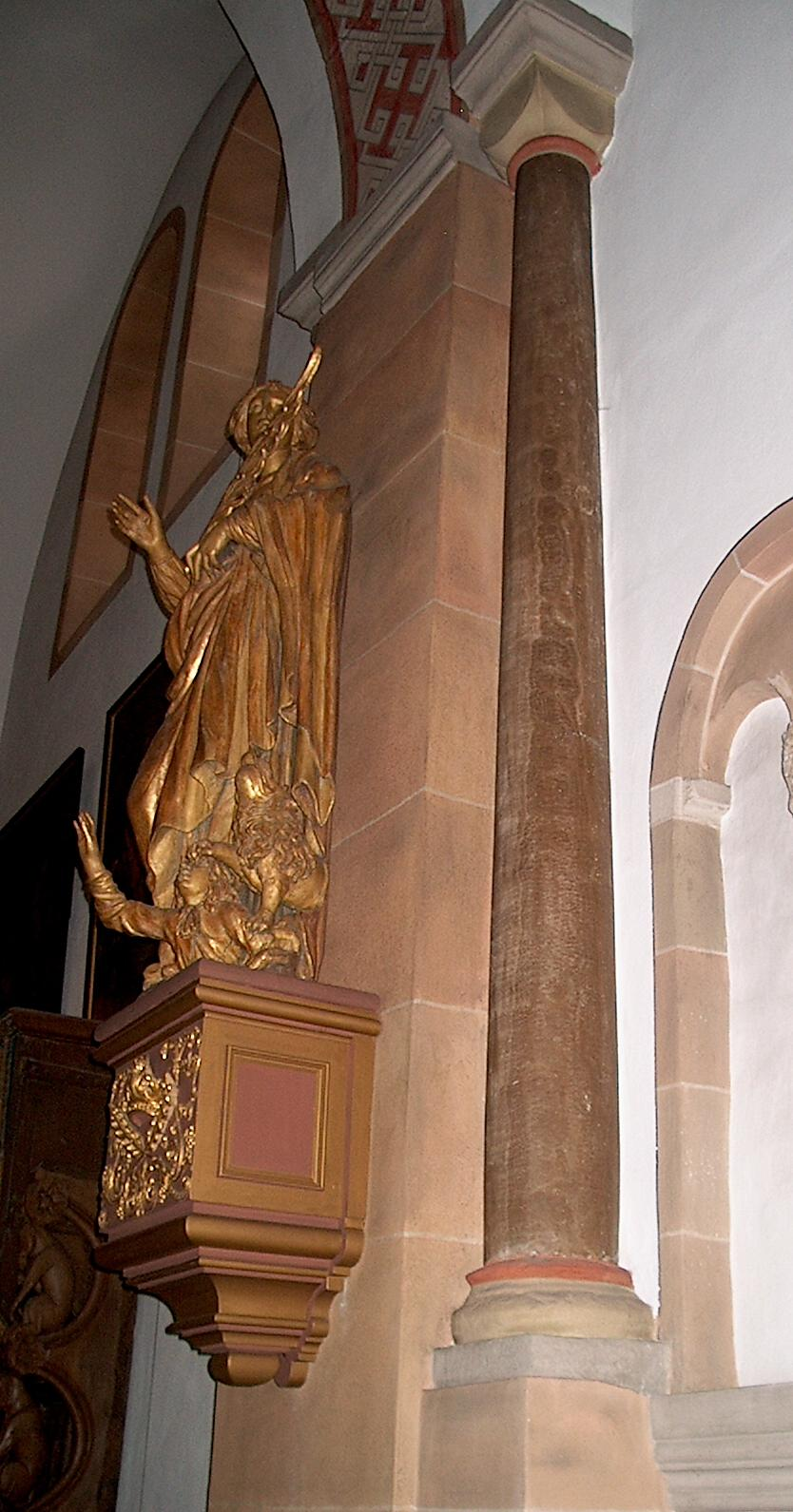
Esta columna de la iglesia de los Santos Crisanto y Daria de Bad Münstereifel se elaboró a partir de depósitos de caliza del acueducto, llamados «mármol de Eifel».

El acueducto de Eifel fue destruido por las tribus germánicas en el año 260 durante un ataque a Colonia y nunca volvió a funcionar, a pesar de que la ciudad siguió existiendo. En el transcurso de la migración de las diversas tribus por la región, la tecnología de los acueductos cayó en el desuso y el olvido. El acueducto completo permaneció enterrado durante unos 500 años, hasta que los carolingios emprendieron nuevas construcciones en el valle del Rin. Como esta región contaba con relativamente poca piedra de origen natural, el acueducto se convirtió en el lugar perfecto para obtener materiales de construcción. Por ejemplo, se usaron secciones del mismo para construir las murallas alrededor de Rheinbach. Algunas de estas secciones conservan intacto el mortero usado para sellar el acueducto. De esta forma todas las secciones descubiertas, además de buena parte de la construcción subterránea, fueron desmanteladas y reutilizadas en construcciones medievales.
Especialmente deseables como material de construcción eran las concreciones calizas del interior del acueducto. Durante el periodo en que  funcionaba, muchas secciones del acueducto habían acumulado una capa de hasta 20 cm de grosor. Este material tenía una consistencia parecida al mármol castaño y era fácilmente recuperable del acueducto. Tras pulirse mostraba vetas, y podía usarse también como paneles de piedra si se cortaba apropiadamente. Esta piedra artificial, llamada «mármol de Eifel», se utilizó en todo el valle del Rin y fue muy popular para columnas, marcos de ventanas e incluso altares, si bien se encuentra en lugares tan lejanos de este como Paderborn e Hildesheim, en cuyas catedrales fue empleada. La catedral danesa de Roskilde es la ubicación más al norte en la que se usó, concretamente para varias lápidas.
Una leyenda medieval sostenía que el acueducto era un pasaje subterráneo desde Tréveris hasta Colonia. Según esta leyenda, el diablo había apostado con el arquitecto de la catedral de Colonia que podría construir este túnel antes de que la catedral terminara de erigirse. El arquitecto aceptó la apuesta y puso a los hombres a trabajar con gran ahínco. Un día, los obreros irrumpieron en el acueducto, donde pudieron ver agua fluyendo. Se dice que la risa del diablo llevó al arquitecto a suicidarse saltando desde la torre de la catedral a medio terminar. Al parecer, la muerte del arquitecto (y no la falta de fondos) fue la causa de que la construcción se retrase durante siglos.
Algunos textos medievales sobre el acueducto indican que se había olvidado completamente el destino original del mismo. Algunos dicen que llevaba vino y no agua a la ciudad, como, por ejemplo, el Gesta Treverorum de Materno, obispo de Colonia (siglo IV) y el Himno a San Anón del siglo XI.

### Legado
La investigación arqueológica sobre el acueducto de Eifel empezó en el siglo XIX. C. A. Eick fue el descubridor en 1867 del manantial más al este de Colonia, el Grüner Pütz cerca de Nettersheim. El estudio sistemático del acueducto fue realizado entre 1940 y 1970 por Waldemar Haberey. El libro que publicó en 1971 sigue siendo una guía apropiada para seguir el curso de la construcción. En 1980 el arqueólogo Klaus Grewe trazó un plano completo del curso del acueducto, superponiéndolo al plano topográfico oficial alemán. Su Atlas der römischen Wasserleitungen nach Köln (Atlas de los acueductos romanos a Colonia) es una obra de consulta tipo para los investigadores de la arquitectura romana.
El acueducto de Eifel es un yacimiento arqueológico muy importante y valioso, especialmente para el estudio de la agrimensura romana, su capacidad organizativa y sus conocimientos de ingeniería. También es un símbolo conmovedor de la pérdida del saber tecnológico durante el declive de las civilizaciones que tuvo lugar entre la Edad Media y la moderna, en el que no se halló mejor uso para el acueducto que el de servir como cantera. El nivel de la tecnología romana en esta zona no se recuperó hasta los siglos XIX y XX.

## Recorrido
El acueducto comenzaba en una fuente en la zona de Nettersheim, en el valle del río Urft. Desde ahí iba por el valle hasta Kall, donde tenía que trasponer la divisoria de las cuencas del Mosela y el Rin. Los ingenieros romanos eligieron este punto porque allí podían superar la divisoria sin recurrir a un túnel o una bomba. El acueducto discurría entonces paralelo a la montaña Eifel, al norte, cruzando el río Erft cerca de Kreuzweingarten (en el distrito de Euskirchen) y el arroyo Swist con un puente en arco. En Kottenforst, al noroeste de Bonn, atravesaba las montañas Vorgebirge. Finalmente, cruzaba Brühl y Hürth antes de llegar a Colonia. Otros manantiales de la región que cumplían con los requisitos romanos en cuanto a calidad y caudal también fueron equipados con acueductos que desembocaban en el principal.

## Aspectos arquitectónicos

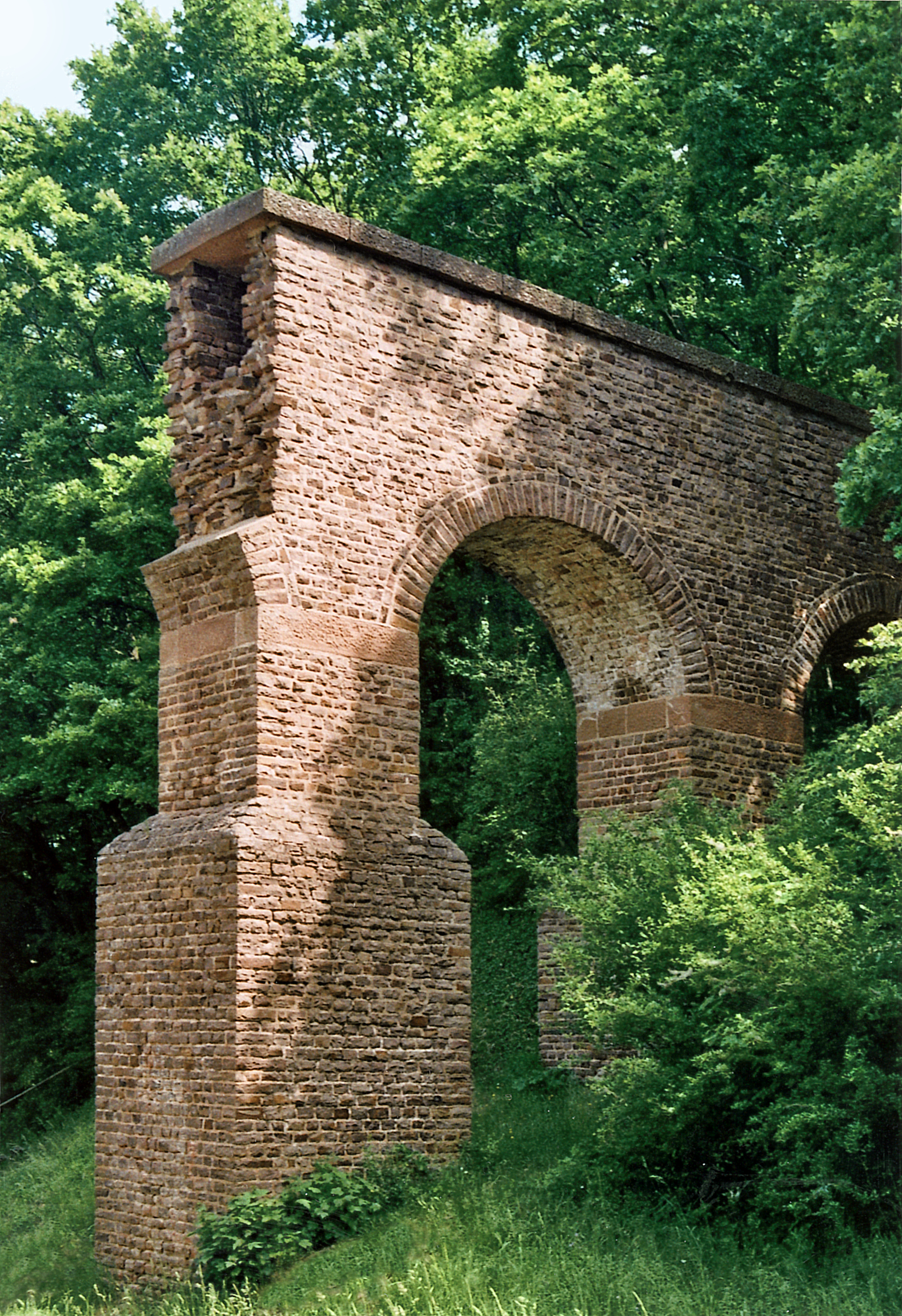
Acueducto reconstruido cerca de Mechernich-Vussem.

Para protegerlo contra las heladas, la mayor parte del acueducto discurría a un 1 m por debajo de la superficie. Las excavaciones arqueológicas demuestran que, en su nivel más bajo, los ingenieros romanos habían dispuesto una capa de piedras sueltas. Sobre esta base, edificaron un canal de hormigón o piedra con forma de U para el agua y, sobre este, usaron piedras talladas y mortero para construir un arco protector.
Para el trabajo en hormigón y el arco, los ingenieros utilizaron cimbras para formar la bóveda. Las impresiones de las vetas de la madera permanecen en el hormigón 2000 años después de su construcción. El acueducto tenía una anchura interior de 70 cm y una altura de 1 m, de forma que un trabajador pudiera entrar en el conducto cuando fuese necesario. El exterior del acueducto fue escayolado para impedir la entrada de aguas sucias. En varios lugares se construyó un sistema de drenaje a lo largo del acueducto para evacuar el agua del terreno. Los arroyuelos cruzaban el acueducto mediante puentecillos: uno, muy cerca de la fuente, aún está bien conservado.
El interior del acueducto fue impermeabilizado con una mezcla rojiza llamada opus signinum, formada por cal y ladrillos machacados. Este material se endurecía con el agua, previendo fugas al exterior. Las grietas pequeñas fueron selladas con ceniza vegetal, esparcida sobre ellas la primera vez que el acueducto se puso en funcionamiento.

## Construcciones de fuentes romanas
En varios manantiales de la región se realizaron construcciones para llevarlos hacia el acueducto. La primera está en su origen, Grüner Pütz cerca de Nettersheim. La más estudiada es la ‘fuente Klaus’ en Mechernich. Este yacimiento ha sido reconstruido y conservado arqueológicamente. Las construcciones en los diversos manantiales se diseñaron para encajar con las características de la zona y cumplirían con requisitos técnicos vigentes.

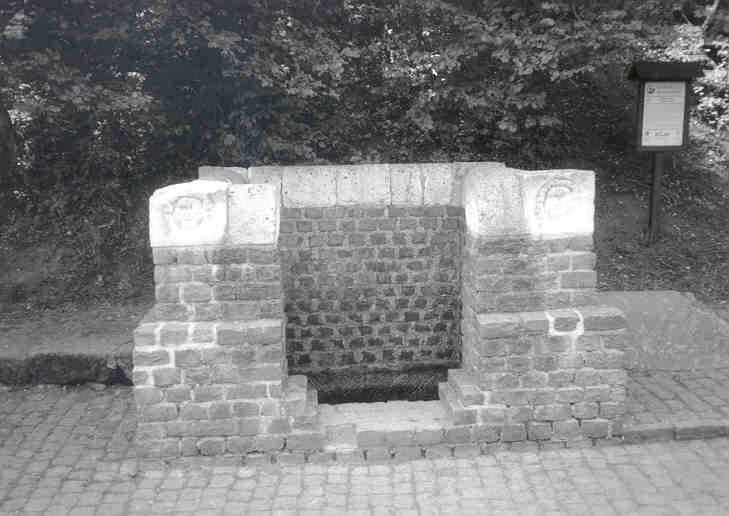
La fuente en Grüner Pütz está señalada con un pozo romano.

Había cuatro zonas principales de manantiales:
- Grüner Pütz (‘pozo verde’) cerca de Nettersheim
- Klausbrunnen (‘fuente de Nicolás’) cerca de Mechernich
- Una región de fuentes en Mechernich-Urfey
- El Hausener Benden en Mechernich-Eiserfey.

La región de manantiales Hausener Benden, cercana también a Mechernich, es interesante porque fue descubierta bastante tarde, retrasándose su puesta en uso. En 1938, mientras buscaban una fuente de agua potable para Mechernich, los trabajadores hallaron el origen de alimentación del acueducto partiendo de esta región. El agua de la línea fue conectada directamente a la red de abastecimiento moderna. Por esto, para evitar dañar el manantial, no se realizaron trabajos arqueológicos para la construcción que rodea la fuente.

## Exigencias romanas sobre la calidad del agua

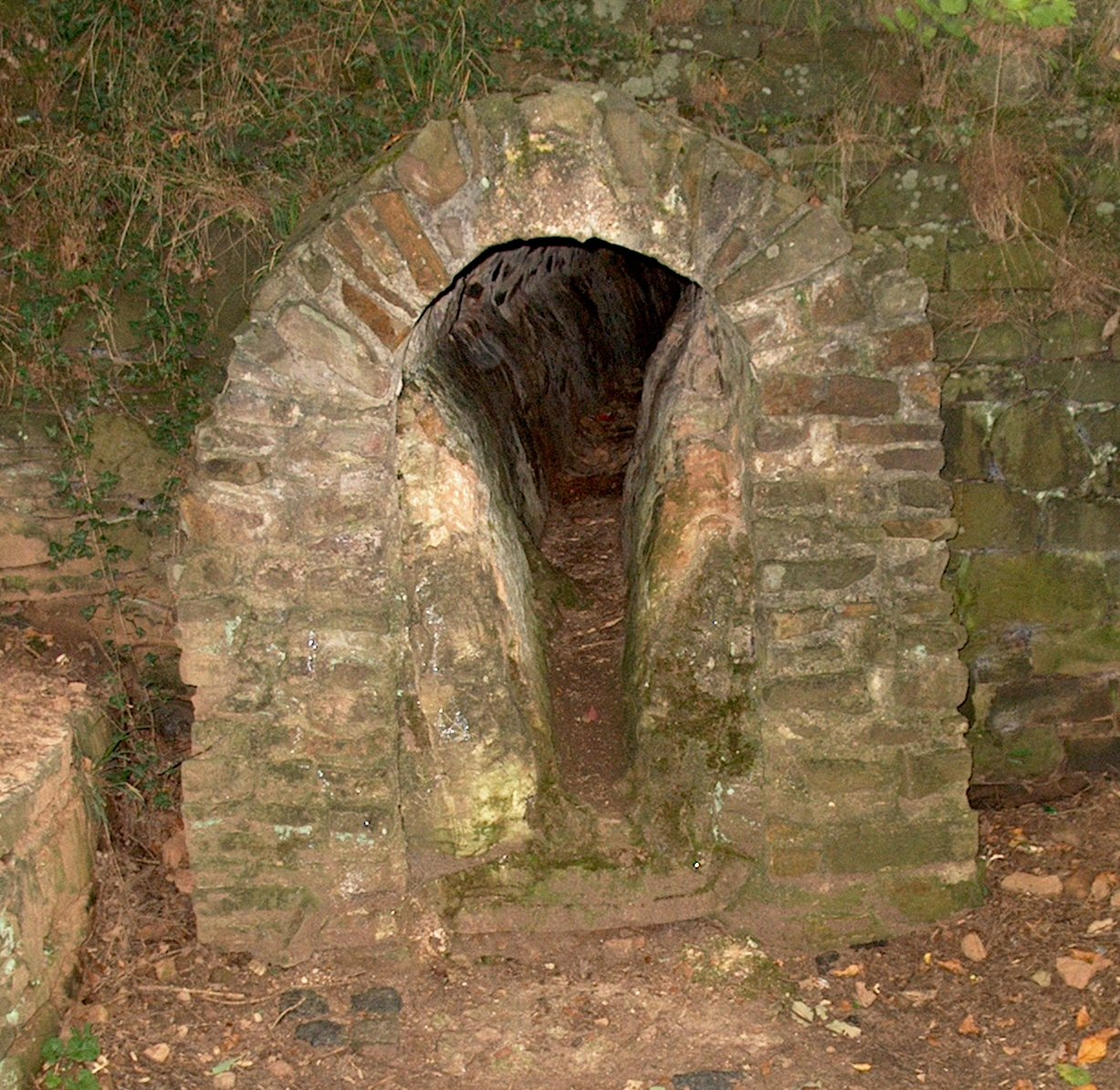
Esta porción del acueducto de Euskirchen Kreuzweingarten muestra la concreción de carbonato cálcico a los lados del canal.

Los romanos preferían el agua potable con un bajo contenido mineral, gustándole su sabor más que el del agua dura. El arquitecto romano Vitruvio describió así el proceso de comprobación de una fuente de agua potable:

Las fuentes deben examinarse y probarse de antemano de la siguiente forma. Si discurre libre y abierta, inspeccionar y observar el físico de la gente que vive en los alrededores antes de empezar a conducir el agua, y si su constitución es fuerte, su complexión vigorosa, sus piernas sólidas y sus ojos despejados, las fuentes merecen una aprobación completa. Si es una fuente recién excavada, su agua será excelente si puede rociarse en un vaso corintio o de algún tipo hecho de buen bronce sin dejar mancha en él. Además, si tal agua se hierve en un caldero de bronce, se deja reposar un tiempo y luego se vierte sin encontrar arena o barro en el fondo del caldero, dicha agua también habrá probado su excelencia.

Vitruvio insistía: «Por tanto debemos tener mucho cuidado y dedicar grandes esfuerzos al buscar fuentes y seleccionarlas, sin perder de vista la salud de la humanidad». A pesar de su dureza, el agua del acueducto de Eifel era considerada entre las mejores del Imperio.
Desafortunadamente, el agua dura tiende a producir depósitos de carbonato cálcico, y en todas las zonas del acueducto se encuentra hoy una gruesa capa de depósitos parecidos a calizas de hasta 20 cm de grosor. A pesar de la reducción en la sección transversal del acueducto producida por estos depósitos, este siguió siendo capaz de proveer la cantidad necesaria para el abastecimiento de Colonia. En la Edad Media, esta capa de «mármol de Eifel» procedente del acueducto se volvió a emplear considerablemente como material de construcción.

## Secciones en superficie
Por diversos motivos, el acueducto de Eifel tiene pocas secciones en superficie, a diferencia de otros acueductos romanos, como el Pont du Gard en el sur de Francia:
- Su curso se eligió para evitar la necesidad de tales construcciones.
- Al construirse bajo tierra, el acueducto quedaba protegido contra las heladas.
- Al llegar a Colonia el agua tenía una temperatura agradable gracias a las propiedades aislantes del suelo.
- En caso de guerra, era más difícil dañar el acueducto.

A pesar de ello, hay unos pocos lugares en los que fueron necesarios puentes u otras construcciones. La más notable de ellas fue un puente arqueado sobre el arroyo Swist cerca de Rheinbach, que tenía 1400 m de longitud y hasta 10 m de altura. Los arqueólogos calculan que el puente original tenía 295 arcos, cada uno de 3,56 m de ancho, pero con el paso del tiempo quedó reducido a escombros.
Un puente arqueado más pequeño cruzaba un valle cerca de Mechernich. Tenía unos 10 m de alto y 70 de largo. Sus restos arqueológicos estaban lo suficientemente bien conservados como para llevar a cabo una reconstrucción parcial para mostrar cómo habría sido el original.

## Construcción
La construcción de un acueducto exigía mucha capacidad y conocimientos a los ingenieros romanos. Ocasionalmente se sufrieron problemas por la mala calidad del trabajo en proyectos de gran envergadura, como atestiguó Sexto Julio Frontino, oficial jefe de los recursos acuíferos de la ciudad de Roma, quien escribió:

Ninguna construcción exige mayor cuidado en su construcción que la que va a contener agua. Por esto es necesario supervisar todos los aspectos de su proyecto a conciencia, procediendo estrictamente según las normas, que todo el mundo conoce, pero sólo unos pocos siguen realmente.

### Coste
Considerando la cantidad de agrimensura, construcción subterránea y enladrillado necesario, una construcción de este tamaño no podía construirse de una sola vez. Por ello, los ingenieros dividieron la construcción total en zonas separadas. Gracias a la investigación arqueológica han podido determinarse las fronteras de estas zonas de construcción. Para el acueducto de Eifel, fueron de 15.000 pies romanos de largo (4400 m modernos). También se ha podido demostrar que la agrimensura se realizó independientemente de la construcción, lo que actualmente es la norma en los grandes proyectos de construcción.
Para cada metro de acueducto debían excavarse aproximadamente de 3 a 4 m³ de tierra, a lo que seguían 1,5 m³ de hormigón y ladrillo, más 2,2 m³ de sellado con escayola. El coste completo en mano de obra se estima en unos 475 000 hombres-día, lo que con unos 180 días posibles de construcción al año por las condiciones meteorológicas haría que unos 2500 trabajadores hubieran necesitado 16 meses para finalizarlo. El tiempo real de ejecución parece que tendría que haber sido aún mayor, dado que esta estimación obvia los problemas de la agrimensura y la producción de los materiales de construcción.
Tras la construcción se rellenaban las zanjas, se allanaba la superficie y se construía un camino de mantenimiento. Este camino también servía para delimitar las zonas en las que la agricultura no estaba permitida. Otros acueductos romanos cuentan con instalaciones parecidas. El acueducto a Lyon (Francia) fue marcado con la siguiente inscripción:

Por orden del emperador Adriano nadie tiene permiso para arar, sembrar o plantar dentro del espacio señalado para la protección del acueducto.

### Agrimensura
Después de seleccionar una buena ubicación para el acueducto, era necesario garantizar una pendiente descendente constante en su curso. Usando dispositivos parecidos a los niveles modernos, los ingenieros romanos fueron capaces de mantener una pendiente tan pequeña como el 0,1 %, es decir, un metro de caída por cada kilómetro de acueducto. Además de la pendiente, era necesario que las diversas secciones de construcción pudiesen ser unidas, mientras se seguía manteniendo una pendiente descendiente constante.
Los constructores romanos del acueducto de Eifel hicieron un cuidadoso uso del descenso natural del terreno. Si la construcción de un segmento terminaba demasiado alto para el siguiente, construían un pequeño estanque para calmar la caída del agua.

### Hormigonado
El hormigón usado en el acueducto de Eifel fue una combinación de cal, arena, piedras y agua. Se usaron tableros para construir un armazón sobre el que se prensaba el hormigón. Las pruebas modernas de la calidad del hormigón demuestran que supera los estándares actuales. Este tipo de hormigón particular se llamaba opus caementicium en latín.

## Funcionamiento del acueducto

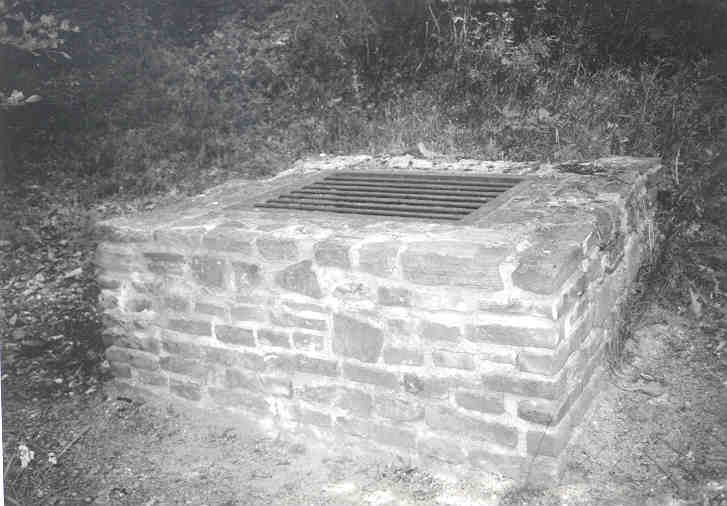
El personal de mantenimiento podía entrar al canal del acueducto a través de pozos como este.

En los 180 años de uso del acueducto, desde el 80 al 260, este requirió un constante mantenimiento, mejora, limpieza y eliminación de las acreciones de caliza. El mantenimiento se veía favorecido por pozos de mantenimiento regular, a través de los que un trabajador podía bajar hasta el acueducto. Se construyeron pozos de mantenimiento adicionales en los lugares de reparación y en los límites entre segmentos de construcción. Había también estanques abiertos en puntos en los que varios manantiales se unían, de forma que el personal de mantenimiento podía mantener vigiladas las zonas problemáticas.

## Distribución del agua en la antigua Colonia
Para los últimos kilómetros antes de la antigua ciudad, el acueducto abandonaba su trazado subterráneo y se apoyaba en un puente de aproximadamente 10 m de alto. Esta construcción permitía que el agua fuese distribuida a las zonas más altas de la ciudad mediante tuberías a presión. Las tuberías de la época se fabricaban de plomo curvado hasta formar un anillo, que bien se soldaba o se unía con pestañas para conectar las diferentes secciones de tubo. Los romanos usaban accesorios de bronce como llaves de paso.
El agua entraba primero a las diversas fuentes públicas de la ciudad, que siempre estaban funcionando. La red de fuentes era tan densa que ningún residente tenía que desplazarse más de 50 m para conseguir agua. También se surtía de agua a varias termas públicas y hogares privados, así como baños públicos. El agua usada se recogía en una red de canales subterráneos y era conducida al Rin. Una sección del sistema de alcantarillado romano está abierta para visitas turísticas en la calle Budengasse de Colonia.

## Turismo
La Römerkanal-Wanderweg (‘ruta senderista del acueducto de Eifel’) recorre unos 100 km a lo largo del trazado del acueducto desde Nettersheim hasta Colonia. Los enlaces con el transporte público son buenos, permitiendo que la ruta se realice en varias etapas. También puede usarse como ruta ciclista. Hay aproximadamente 75 puestos informativos a lo largo del camino, proporcionando una excelente visión del acueducto.